# Новица Бјелица
Новица Бјелица (9. фебруар 1983, Пула) је бивши српски одбојкашки репрезентативац. Висок је 203 cm, а тежак 97 kg. Играо је на позицији средњег блокера. На дресу је носио број 3. Са репрезентацијом Србије је играо на Олимпијским играма 2008. године. Са Партизаном је у смирај каријере освојио првенство Србије (2022/23), куп Србије (2021/22. и 2022/23) и суперкуп Србије (2022).
Освојио је титулу шампиона Италије и трофеј суперкупа 2009. са Копра Пјаченцом. Био је играч и других италијанских тимова из Тревиза (са Сислијем је освојио ЦЕВ куп) и Рима. Бјелица је сезону 2012/13 играо у Фенербахчеу где је освојио суперкуп Турске. Сезону 2013/14 провео је у бразилској лиги као играч Minas Tenis Clube. Следеће сезоне играо је за Будванску ривијеру Будва и освојио титулу шампиона Црне Горе и трофеј победника купа 2015. 2016. године, након кратког времена у клубу El Jaish из Дохе, потписао је уговор са француским клубом Stade Poitevin Poitiersс.
Ожењен је глумицом Борком Томовић са којом има сина.

## Трофеји
Копра Пјаченца
- Првенство Италије (1) : 2008/09.
- Суперкуп Италије (1) : 2009.

Сисли Тревизо
- ЦЕВ куп (1) : 2010/11.

Фенербахче
- Суперкуп Турске (1) : 2012.

Будванска ривијера
- Првенство Црне Горе (1) : 2014/15.
- Куп Црне Горе (1) : 2014/15.

Партизан
- Првенство Србије (1) : 2022/23.
- Куп Србије (2) : 2021/22, 2022/23.
- Суперкуп Србије (1) : 2022.